# ساحة الاحتفالات (مترو باريس)
ساحة الاحتفالات (بالفرنسية: Place des Fêtes)‏ هي محطة مترو تابعة لمترو باريس تقع في فرنسا في الدائرة التاسعة عشرة في باريس.[بحاجة لمصدر]

## معرض صور

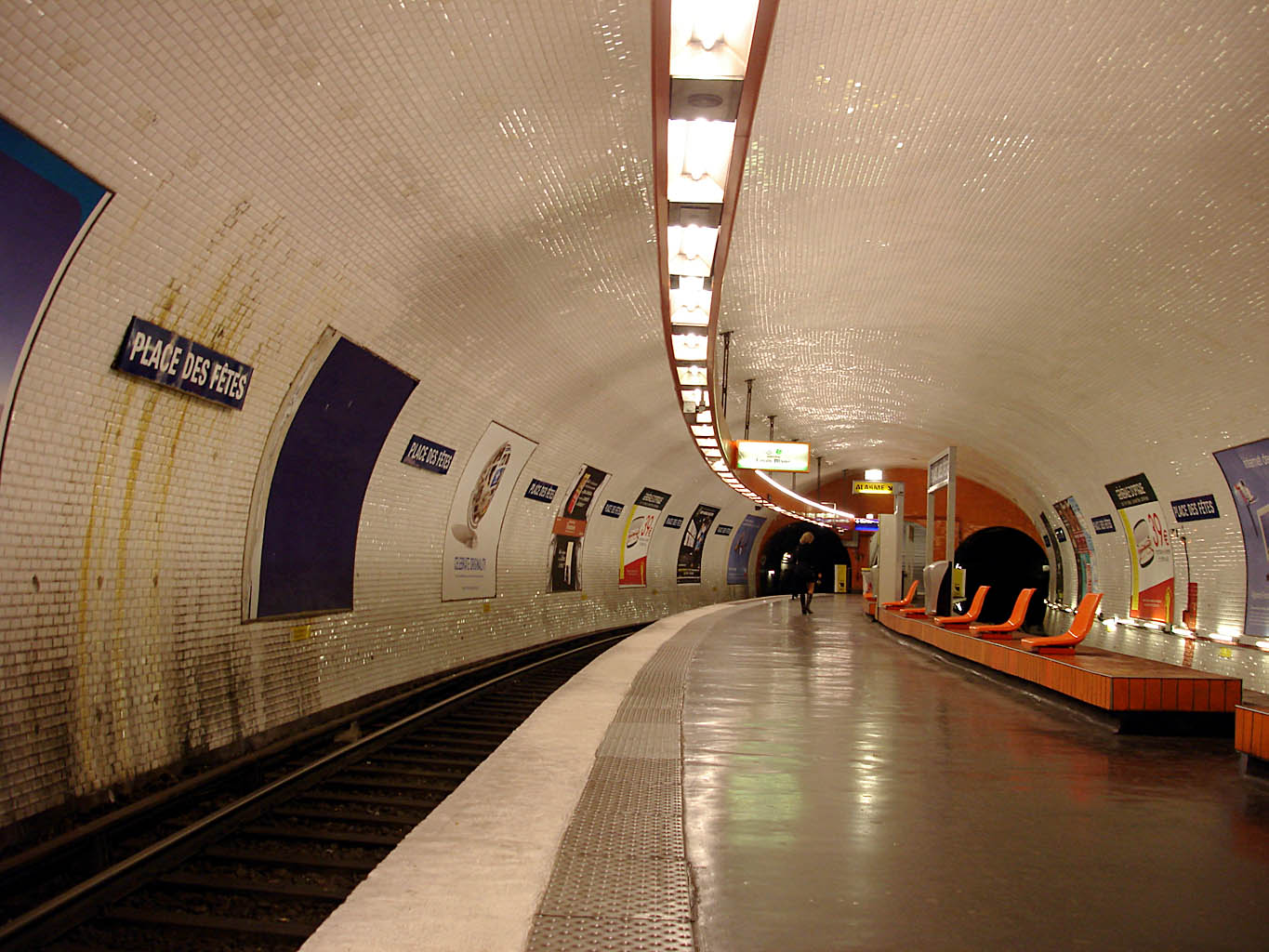